# Denise Robert
Pour les articles homonymes, voir Robert.
Denise Robert, née en 1954 à Ottawa, Ontario, est une productrice de cinéma canadienne. Elle est connue pour différents films à succès des dernières années, dont Les Invasions barbares et Ma vie en cinémascope.

## Biographie
Née en 1954 à Ottawa, Denise Robert est une Franco-Ontarienne. 
Présidente et cofondatrice (avec Daniel Louis) en 1988 de la maison de production Cinémaginaire, Denise Robert a su marquer le paysage cinématographique québécois et canadien par la production de nombreuses œuvres dont une cinquantaine est primée sur les scènes nationale et internationale. À partir de 1995, elle produit différents films du cinéma québécois, en commençant par À corps perdu de Léa Pool. Ensuite, viendront Montréal vu par..., Le Confessionnal de Robert Lepage, C't'à ton tour, Laura Cadieux, Laura Cadieux... la suite et Ma vie en cinémascope de Denise Filiatrault, Nuit de noces et Mambo Italiano d'Émile Gaudreault, Idole instantanée d'Yves Desgagnés, Aurore de Luc Dionne, Maurice Richard de Charles Binamé et Roméo et Juliette d'Yves Desgagnés. Elle produit avec sa maison de production les films de son conjoint Denys Arcand : Joyeux Calvaire, Les Invasions barbares, L'Âge des ténèbres, Le Règne de la beauté, La Chute de l'empire américain et Testament. C'est pendant les années 2000 qu'elle devient une personnalité du cinéma canadien.
Elle est signataire du manifeste Pour un Québec lucide.

## Récompenses et distinctions
- Oscar du meilleur film étranger pour Les Invasions barbares